# Гиас ад-Дин
Гиас ад-Дин (fl. 1206—1226) — представитель династии Сельджукидов, правителей Конийского султаната, и муж грузинской царицы Русудан с примерно 1223 по 1226 год. Будучи сыном эмира Эрзурума, он принял христианство по приказу своего отца, чтобы жениться на царице Грузии. Влияние Гиаса ад-Дина при грузинском дворе было малозначительным, а супружеские отношения натянутыми из-за неверности Русудан. Во время вторжения Хорезма в Грузию в 1226 году он дважды сменил стороны и религии. Примерно в то же время он был отвергнут Русудан, а затем исчез из исторических записей, оставив после себя двух детей: дочь Тамару и сына Давида.

## Происхождение и имя
Гиас ад-Дин был младшим сыном Абдул-Хариджа Мухаммада Мугис ад-Дина Тогрул-шаха, сельджукского мелика Эрзурума, и его жены, дочери Сейф ад-Дина Бегтимура, правителя Ахлата. Тогрул-шах получил Эльбистан в качестве удела после раздела Конийского султаната его отцом Кылыч-Арсланом II в 1187 году, но он обменял его, около 1201 года, на Эрзурум. Он, по-видимому, был данником Грузии, по меньшей мере, в какой-то отдельный период своего правления.
Настоящее имя супруга Русудан не зафиксировано ни в грузинских, ни в мусульманских источниках. «Гиас ад-Дин» — это лакаб, упоминаемый египетским учёным XIII века Ибн Абд аз-Захиром. Грузинский историк князь Иоанн, писавший в начале XIX века, утверждал, что муж Русудан был назван Димитрием после своего крещения в Грузии.

## Женитьба
Согласно мусульманским источникам, Русудан вышла замуж за сына эмира Эрзурума в 620 году после хиджры (1223/1224). Анонимная хроника XIV века, входящая в состав сборника «Картлис цховреба», сообщает, что молодой сельджукский принц удерживался при грузинском дворе в качестве заложника, обеспечивая тем самым лояльность Эрзурума. Русудан полюбила его и взяла себе в мужья. Современный им арабский учёный Абдул-Латиф ибн Юсуф аль-Багдади также утверждал, что именно Русудан выбрала себе в супруги сельджукского принца, но согласно исламскому историку Ибн аль-Асиру, эмир Эрзурума сам предложил этот брак, чтобы защитить свои владения от грузинских посягательств. После того, как грузины отклонили просьбу эмира по причине того, что он был мусульманином, он приказал своему сыну принять христианство. Последний факт описывается Ибн аль-Асиром как странный и беспрецедентный поворот событий.

## Жизнь в браке
Гиас ад-Дин описывается грузинскими хрониками как красивый и физически сильный мужчина. На момент женитьбы ему было около 17 лет, он был моложе Русудан, которую средневековые источники единодушно описывают как красивую женщину, любившую предаваться удовольствиям. Рассказывая о её скандальных любовных похождениях и распутном образе жизни, Ибн аль-Асир упоминает, что однажды Русудан была застигнута врасплох своим мужем в постели в объятиях раба («мамлюка»). Поскольку Гиас ад-Дин отказался смириться с этим фактом, продолжает Ибн аль-Асир, Русудан переправила его в «другой город». Мусульманский автор подчёркивает «низкое положение» сельджукского принца при грузинском дворе. Источники свидетельствуют о том, что он был лишён высокого статуса и почестей, которыми пользовались предыдущие грузинские цари-консорты (например, отец Русудан Давид Сослан, муж царицы Тамары). Грузинские источники не используют применительно к нему титула царя и не сообщают о том, что он был командующим армией или иным образом участвовал в государственных делах. Его имя не фигурирует на монетах, отчеканенных от имени Русудан.
У Гиаса ад-Дина и Русудан было двое детей: дочь Тамара и сын Давид. Тамара вышла замуж за своего двоюродного брата Кей-Хосрова II, султана Рума, и стала более известной под именем Гюрджю Хатун. Давид стал царем Грузии после смерти Русудан в 1245 году и родоначальником первой династии имеретинских царей.

## Ренегатство
В 1226 году, когда Джелал ад-Дин Мангуберди, хорезмшах из династии Ануштегенидов, завоевал столицу Грузии Тбилиси, а царица Русудан бежала в свои западные владения, Гиас ад-Дин вновь принял ислам и, согласно хронисту ан-Насави, получил аман (гарантию безопасности) от Джелал ад-Дина. Однако после того, как хорезмшах отправился осаждать Ахлат, Гиас ад-Дин обратно перешёл в христианство, встал на сторону грузин и сообщил им о слабости хорезмского гарнизона в Тбилиси. Русудан, по-видимому, отреклась от брака с Гиас ад-Дином примерно в этот же период, после чего он исчезает со страниц исторических записей.